# Арсиноя IV
Арсиноя IV (др.-греч. Ἀρσινόη, ок. 68 или 67 год до н. э. — 41 год до н. э.) — младшая дочь Птолемея XII Неос Дионис, одна из последних представительниц династии Птолемеев в Древнем Египте. Единокровные братья и сёстры: Клеопатра VII и Птолемей XIII (у них и Арсинои были разные матери).

## Биография
После смерти Птолемея XII правителями Египта были поставлены Клеопатра VII и Птолемей XIII. Птолемей и Арсиноя заставили Клеопатру покинуть Александрию. Когда Юлий Цезарь прибыл в Александрию в 48 году до н. э. и поддержал Клеопатру, Арсиноя бежала из столицы со своим наставником, евнухом Ганимедом, и прибыла в египетскую армию под командованием Ахилласа, рассчитывая, что армия даст ей титул фараона. Когда Ахиллас и Ганимед рассорились, Арсиноя приказала убить Ахилласа и предоставила командование армией Ганимеду. Действия Ганимеда против римлян первоначально были успешны, но вскоре высшие египетские офицеры стали недовольны евнухом. Они делали вид, что хотят мира, и начали переговоры с Цезарем о замене Арсинои на Птолемея XIII, который был освобождён. Но Птолемей продолжал войну. Однако вскоре римляне получили подкрепление и нанесли решающее поражение египтянам.
Арсиноя была перевезена в Рим, где она была вынуждена участвовать в триумфе Цезаря в 46 до н. э., вызвав у зрителей жалость. По традиции участвовавших в триумфе пленников душили в конце праздника, но Цезарь пощадил Арсиною и предоставил ей убежище в храме Артемиды в Эфесе. Арсиноя в течение нескольких лет жила в храме и всегда внимательно следила за сестрой Клеопатрой, которая видела в ней угрозу своей власти. Её опасения оказались обоснованными, и в 41 до н. э. по инициативе Клеопатры Марк Антоний приказал казнить Арсиною на ступенях храма, совершив святотатство, которое шокировало Рим. Священник Мегабиз, который приветствовал Арсиною во время её прибытия в храм как правительницу, был помилован, только когда посольство из Эфеса подало прошение Клеопатре.

## Предполагаемая гробница
В 1990-х гг. член Австрийской академии наук Хильке Тюр предположила, что Арсиною похоронили в склепе восьмиугольной формы, расположенном в центре Эфеса. Хотя на могиле не осталось никаких надписей, она датируется 50—20 гг. до н. э. В 1926 году в погребальной камере было обнаружено тело девушки 15—20 лет. В своём предположении Тюр опиралась на форму гробницы (восьмиугольную, как Александрийский маяк), результаты радиоуглеродного анализа (200—20 гг. до н. э.), а также пол и возраст умершей. В оформлении гробницы также нашли египетские мотивы, такие как колонны в форме связок папируса.
Другие исследователи оставались не столь уверены в выводах. В частности, они отмечали, что в этом случае, когда Цезарь прибыл в Александрию, Арсиное было бы от 8 до 14 лет, и вряд ли она могла бы возглавить восстание против Рима. Её действия в ходе последовавшей короткой войны заставляли думать, что она была старше, а дату её рождения помещали между 68 и 62 гг. до н. э., что делало невозможным её отождествление с девушкой в эфесской гробнице. Однако реальная дата рождения Арсинои неизвестна, и остаётся возможность, что она была моложе, чем считалось раньше. В этом случае она выступала скорее как фигура лидера, чем как активная участница войны. Журналист газеты «Таймс» назвал дискуссию вокруг скелета девушки «триумфом догадки над уверенностью».
Череп был потерян в Германии в годы Второй мировой войны. Тем не менее, проанализировав старые записи и фотографии черепа, Х. Тюр сделала вывод, что реконструкция черепа позволяет говорить о смешанном расовом происхождении Арсинои. По её мнению, измерения черепа выявляют признаки африканской и египетской крови, смешанной с классическими греческими чертами.
Теорию о черепе сестры Клеопатры опровергли в 2025 году; исследователи выяснили, что череп принадлежал мальчику-подростку. 